# Агрон (митологија)
Агрон је у грчкој митологији био принц са острва Кос, Еумелов син.

## Митологија
Агрона је Хермес претворио у птицу како би га казнио, јер је презирао богове и Хермеса називао лоповом. Слична судбина је задесила његове сестре Меропиду и Бису.
Према неким изворима, он је био младић, чија је породица имала лошу репутацију због непоштовања богова, а и лошег односа према другим људима. Само су поштовали богињу Хестију јер је домаћинству давала богату жетву. Остале богове нису прихватали, а и живели су изоловано од других људи. Много пута су били позвани да посвете дарове богињи Атени, али је Агрон увек говорио да не може да поштује богињу чије су очи светле попут совиних, тим пре што је његова кћерка имала веома тамне очи. Породица је позивана и на славља у част богиње Артемиде, али је Агрон опет говорио да се гнуша богиње која ноћу лута кроз шуму. Такође, породица је одбијала и да поштује бога Хермеса, јер је он био лопов. Увређени богови су одлучили да се освете; две богиње су се преобразиле у прелепе девојке, а Хермес у пастира и такви су се појавили пред вратима дома ове породице. Хермес је затражио од Агрона и његовог оца да га поведу на прославу пастира у Хермесову част, а да Меропида поведе две девојке у свету шуму Атене и Артемиде. Када је то чула, Меропида се разгневила и упутила увреде Атени, али ју је богиња претворила у сову. Агрон је покушао да нападне Хермеса са ужареним клином, али га је он претворио у птицу звиждовку.

## Друге личности
Један од Хераклида, који је постао први краљ у Лидији. Био је син асирца Нина.